# Messimy
Messimy är en kommun i departementet Rhône i regionen Auvergne-Rhône-Alpes i östra Frankrike. Kommunen ligger i kantonen Vaugneray som tillhör arrondissementet Lyon. År 2022 hade Messimy 3 565 invånare.

## Befolkningsutveckling
Antalet invånare i kommunen Messimy
| Referens: INSEE |